# Hypnum zierii
Hypnum zierii là một loài Rêu trong họ Hypnaceae. Loài này được (Dicks. ex Hedw.) F. Weber & D. Mohr mô tả khoa học đầu tiên năm 1803.